# Плимут (Висконсин)
Плимут (енгл. Plymouth) град је у америчкој савезној држави Висконсин.

## Демографија
По попису из 2010. године број становника је 8.445, што је 664 (8,5%) становника више него 2000. године.
| Група             | 2000.         | 2010.         |
| Белци             | 7.600 (97,7%) | 8.027 (95,1%) |
| Афроамериканци    | 18 (0,2%)     | 32 (0,4%)     |
| Азијати           | 34 (0,4%)     | 63 (0,7%)     |
| Хиспаноамериканци | 86 (1,1%)     | 205 (2,4%)    |
| Укупно            | 7.781         | 8.445         |